# エレノア・ノークロス

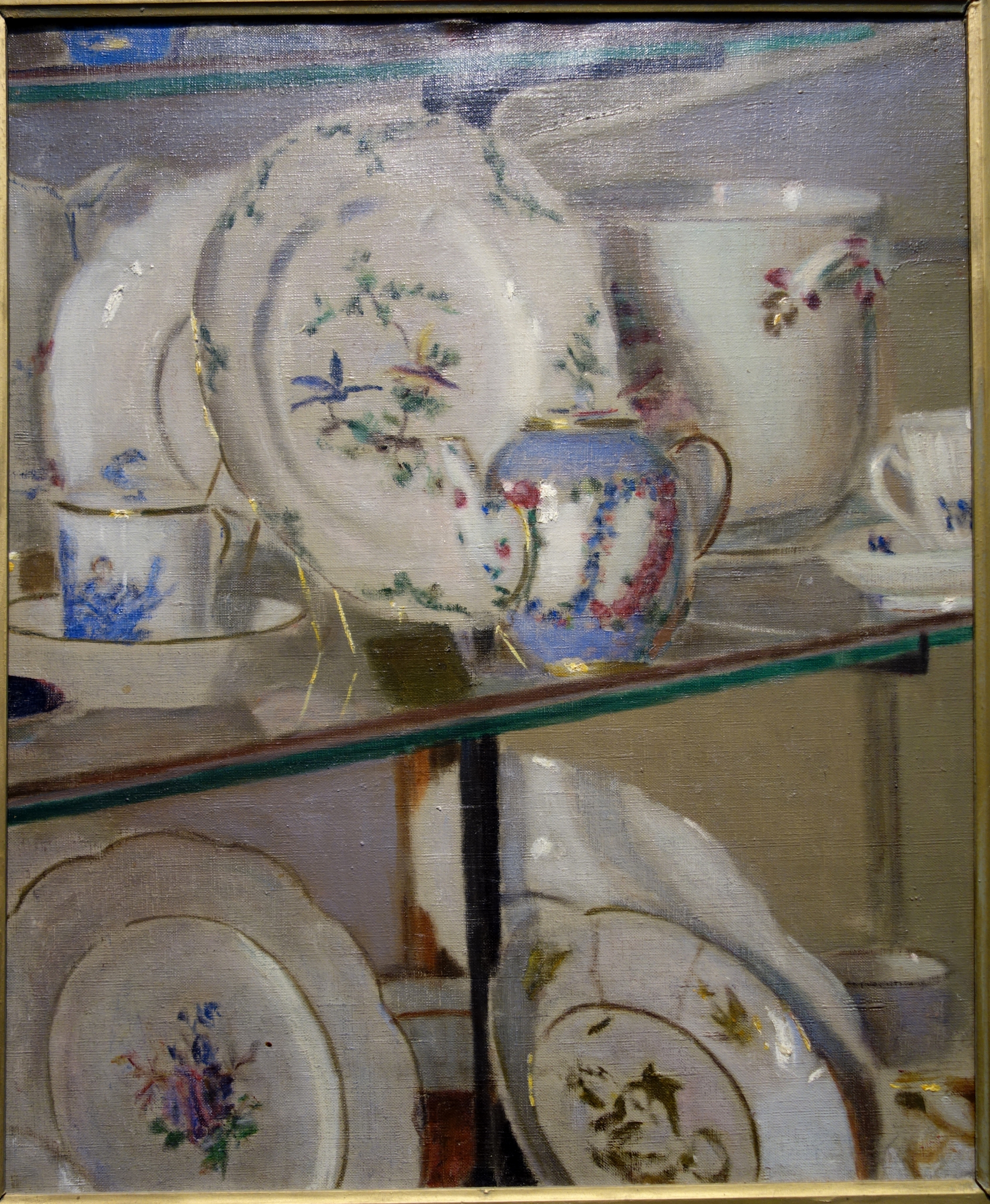
フィッチバーグ美術館に展示されている工芸品コレクション

エレノア・ノークロス（Ella Augusta "Eleanor" Norcross、1854年6月24日 - 1923年10月19日）は、アメリカ合衆国の画家、美術品収集家である。弁護士出身で、マサチューセッツ州のフィッチバーグ市長、上院議員、下院議員などを務めたアマサ・ノークロス（Amasa Norcross: 1824–1898）の娘で、父親の支援でパリで学び、画家活動や美術工芸品の収集などを行った。フィッチバーグ美術館のコレクションに貢献した。

## 略歴
マサチューセッツ州のボストンの西80㎞ほどのフィッチバーグで生まれた。父親は1874年からマサチューセッツ州上院議員、1877年から1883年年まで下院議員を務めたアマサ・ノークロスである。母親は結婚前は教師だった。
フィッチバーグの高校を卒業した後、イリノイ州のウィートン女子神学校（現在のウィートン大学）に入学した。その後学校の美術教師の資格を得るためににボストンのマサチューセッツ師範美術学校で学び1876年までに教員免許を得て、フィッチバーグの学校で1年間美術を教えた。父親が下院議員に選出された後、ワシントンD.C.に移住し、父親の客の接待役を務めた。1878年からは、ニューヨークのアート・スチューデンツ・リーグ・オブ・ニューヨークでウィリアム・メリット・チェイスに、5年間ほど学んだ。1883年6月にチェイスの勧めでパリへ渡り、ベルギー生まれの画家アルフレッド・ステヴァンスに学んだ。
ヨーロッパでの生活は父親が支援し、父親は女性が男性画家たちと競って絵を売って金を稼ぐことを好まなかったのでノークロスは絵を寄付や寄贈するために描いた。ノークロスは40年間、パリに住み、ヨーロッパ各地を旅した。父親は政界を引退した後、1898年に亡くなるまで冬の間娘と一緒にパリで暮らした。ノークロスはフィッチバーグで夏を家族と暮らした。
ノークロスは肖像画や静物画を描き、巨匠の作品の模写もした。有力な画家、ピエール・ピュヴィス・ド・シャヴァンヌとも親しくなり、シャン・ド・マルス（旧練兵場）で開かれる国民美術協会のサロンに1887年から亡くなるまで参加した。ボストンやニューヨークでも作品を展示した。1893年のシカゴ万国博覧会の女性館の展覧会にも作品を出展した
。パリではブリュッセル生まれの画家、アリックス・ダネタン（Alix d'Anethan: 1848–1921）とスタジオを共有した。
ヨーロッパで工芸品を収集し、1922年にそれらはウィートン大学に寄贈された。1923年に亡くなった後、ヨーロッパで何度か回顧展が行われた。遺贈された作品やコレクション、資金はフィッチバーグ美術館の設立に貢献した。

## 作品

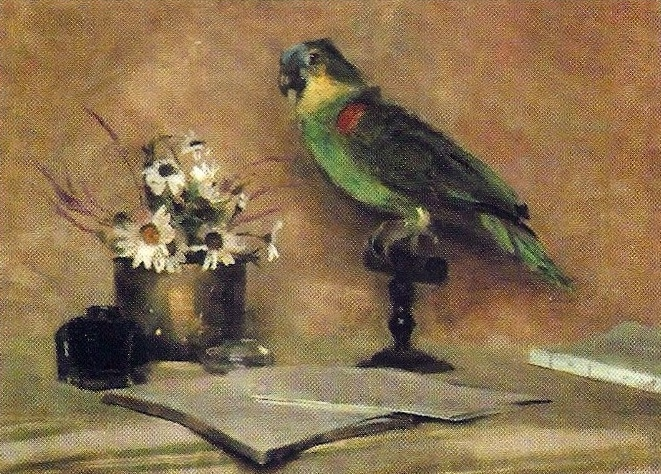
静物画
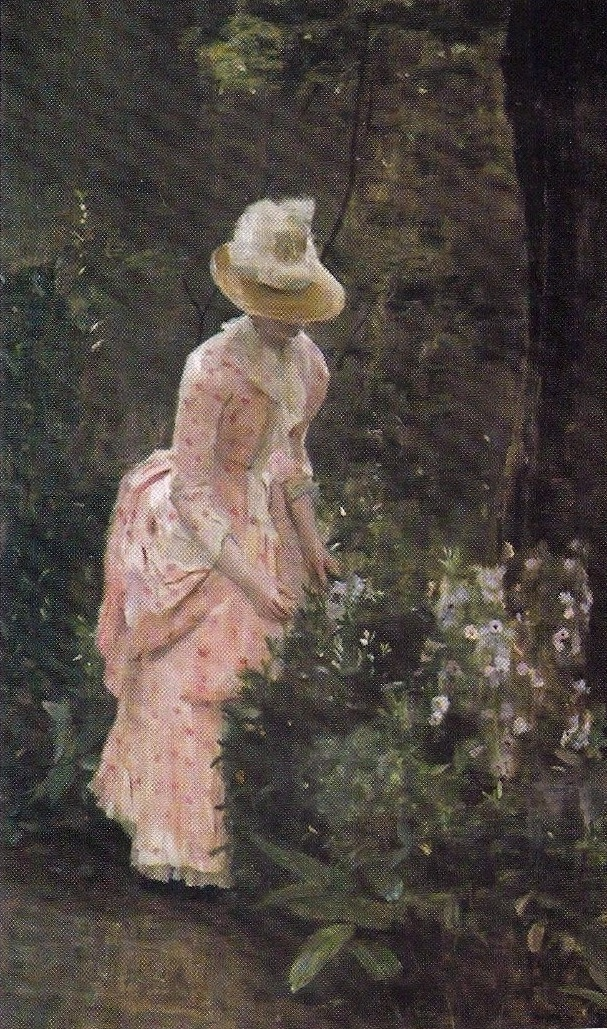
パリの庭園の女性 フィッチバーグ美術館